# قارچ درختی
قارچ درختی یا نیام ابریشمی (نام علمی: Volvariella bombycina) گونه‌ای قارچ است که در سرده صورتی میله‌چتریان قرار دارد. این قارچ خوردنی بوده و در آسیا، استرالیا، اروپا و آمریکای شمالی رشد می‌کند.